# Per Westling
Per Valdemar Nikolaus Westling, född 22 december 1900 i Örebro, död 31 juli 1963 i Kristianstads Heliga Trefaldighets församling, Kristianstad, var landshövding i Kristianstads län 1947–1963.
Han var son till rektor K A Westling och Karolina Westling, född Andersson. Gift 1:o med Elsa Lilliestierna († 1937) och 2:o med Elsa Lindström, dotter till ingenjör Arvid Lindström och Anne-Marie Mostad. Per Westling är begravd på Östra begravningsplatsen i Kristianstad.

## Utmärkelser
- Kommendör av första klassen av Vasaorden, 6 juni 1955.[2]
- Kommendör med stora korset av Nordstjärneorden, 28 november 1959.[3]